# Festival van Aix-en-Provence

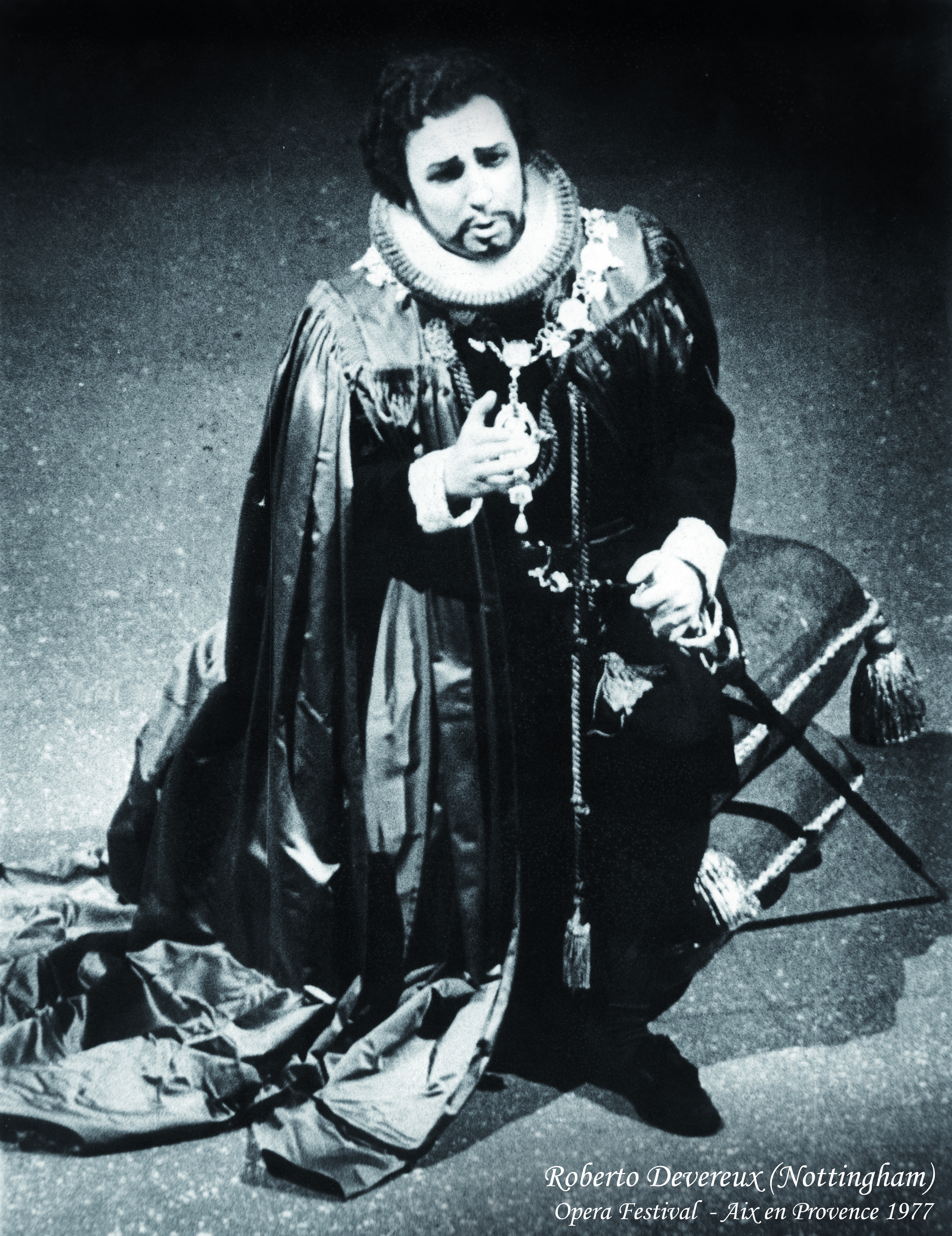
Franco Bordoni in Roberto Devereux (1977)

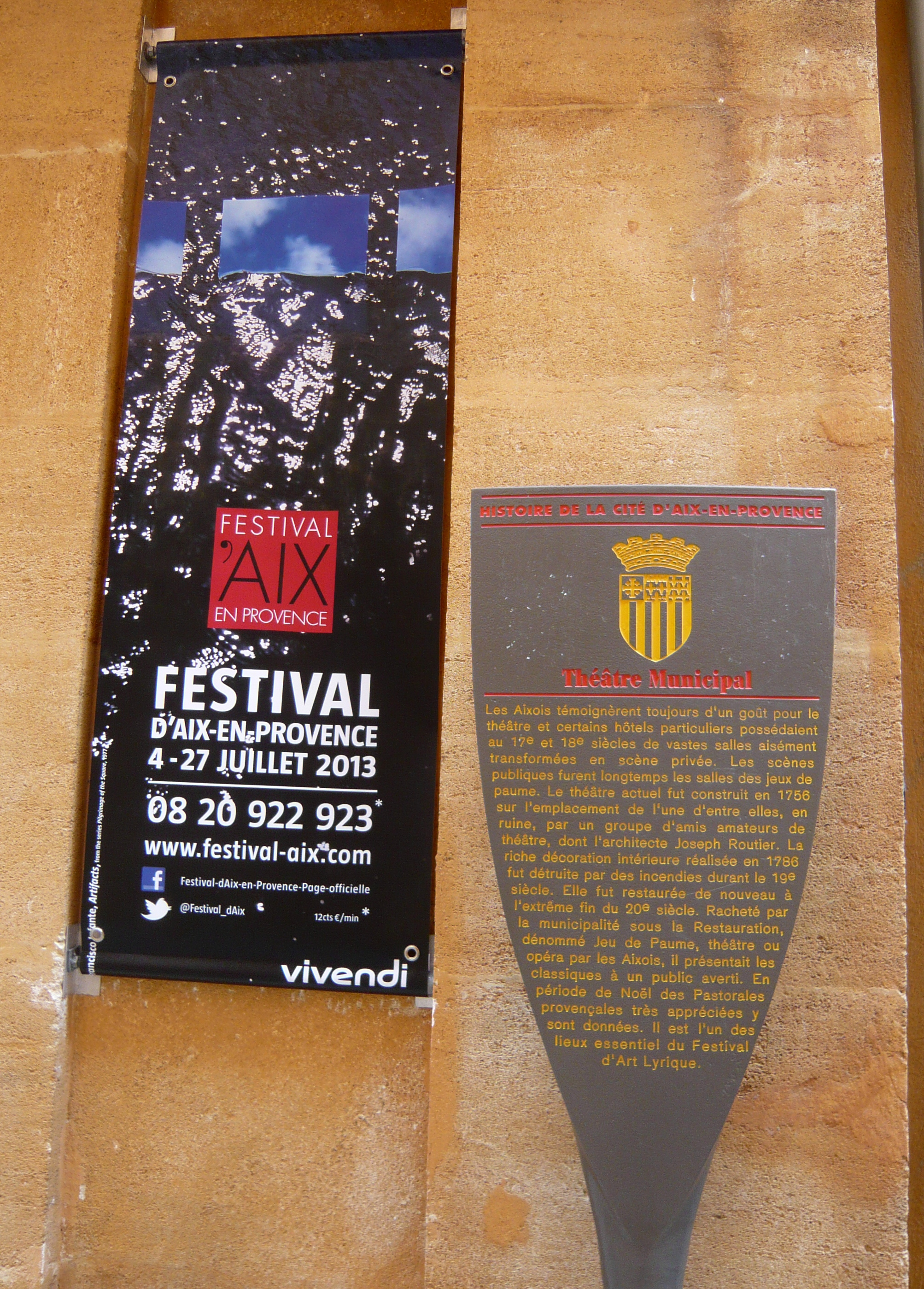
Affiche uit 2013

Het Festival van Aix-en-Provence (Frans, voluit: Festival international d’art lyrique d’Aix-en-Provence) is een internationaal opera- en muziekfestival, dat sinds 1948 jaarlijks plaatsvindt in de Zuid-Franse stad Aix-en-Provence. De belangrijkste opvoeringen vinden plaats in de openlucht op de binnenplaats van het voormalige aartsbisschoppelijk paleis, het Théâtre de l’Archevêché.  
Het festival werd in het leven geroepen door Gabriel Dussurget en gravin Lily Pastré, waarbij de laatste aanvankelijk alle kosten droeg. Dussurget zou tot 1973 festivaldirecteur blijven. In de eerste jaren stond Mozart centraal. In 1948 werd diens Così fan tutte opgevoerd en een jaar later volgde het bekendere Don Giovanni, dat veel succes oogstte. In latere jaren stonden steeds twee Mozart-opera's een één opera van een tijdgenoot op het programma. Onder directeur Bernard Lefort kwam vanaf 1974 vooral belcantorepertoire aan bod en vanaf 1982 werden onder Louis Erlo naast Mozart barokopera's en ook moderner repertoire (Britten, Prokofjev) geprogrammeerd. In de jaren 2006 tot 2009 werd in samenwerking met de Salzburger Festspiele de Ring van Wagner uitgevoerd. Die Walküre ging in 2007 in première in het Grand Théâtre de Provence, dat speciaal voor het festival gebouwd werd.
Sinds 2019 zwaait Pierre Audi de scepter over het festival.